# Prášek (léková forma)
Prášky (lat. pulveres) jsou ve farmakologii sypké přípravky z tuhých na určitý stupeň rozdrobněných nebo jiným způsobem upravených látek. Mohou obsahovat i malá množství tekutých nebo polotuhých látek.
Podle složení dělíme prášky na:
- Jednoduché (pulveres simplices), obsahují pouze jednu léčivou látku
- Složené (pulveres compositi), obsahují směs více léčivých i pomocných látek

## Popis
Prášky mají vzhled suché směsi tuhých látek, na pohled jsou homogenní. Mohou mít různou chuť i zápach. Dávkují se převážně vnitřně.
Mohou být :
- Dělené (pulveres divisi)
- Nedělené (pulveres nondivisi)

### Dělené prášky
Obsahují kromě látky léčivé také látky pomocné. Pomocné látky, které mají buď funkci plniv (laktosa) nebo funkci kluzných látek (mastek ). Dělené prášky plníme do nestravitelných obalů, což jsou například papírové sáčky, nebo do stravitelných obalů což jsou želatinové tobolky. Tento druh lékové formy se vyrábí také v lékárnách.

### Nedělené prášky
Nejsou předem nadávkovány. Pacient si odměřuje dávku sám. Jedná se převážně o veterinární přípravky nebo zásypy. Do této skupiny lze také zařadit některá narkotika jako například kokain nebo heroin ve formě prášku.

## Zásypy
Zásypy (pulveres adspersorii) jsou nedělené prášky nebo jejich směsi určené k aplikaci na kůži nebo na poraněné, patologicky změněné nebo chirurgickým zákrokem obnažené tkáně kožní, podkožní nebo k vpravení do tělních dutin.
Zásypy jsou aplikovány pouze zevně. Mohou se aplikovat do tělních dutin /nos, uši /. V případě aplikace na obnaženou tkáň musí být sterilní.

### Výroba zásypů
K výrobě zásypů se používají jako hlavní pomocné látky:
- plniva
  - mastek
  - oxid zinečnatý
  - oxid titaničitý
  - oxid hořečnatý
- pomocné látky pro antibiotické zásypy
  - laktosa
  - močovina
    - používá se ve směsi s laktózou

Pomocné a léčivé látky rozemeleme a přesejeme přes speciální síto. Dosáhneme tím stejné velikosti částic. Vytvoříme tím homogenní směs pomocných a účinných látek. Směs prachů je možno poté sterilizovat. Následuje plnění do kelímků a označení léčivého přípravku.

## Zrněné prášky (Granuláty)
Zrněné prášky (pulveres granulati) jsou sypké tvarem a velikostí různorodé zrnité shluky práškových částic látek nebo jejich směsí a pomocných látek, které se dávkují vnitřně.Granulát se jako samotná léková forma už příliš nepoužívá. Užívá se hlavně jako meziprodukt při výrobě jiných lékových forem, především tablet.

### Hlavní rozdělení granulátů
- podle druhu spojů
- podle tvaru zrn
- podle technologie výroby

#### Rozdělení podle typu spojů
- slepený granulát
  - pomocné látky tvoří pojiva
- stlačený granulát
  - provádí se plastickou deformací částic granulátu
- slinutý granulát
  - částice granulátu se spojí (slinou) působením teploty a tlaku
- krustovitý granulát
  - spoje jsou tvořeny srůstem krystalů

#### Rozdělení podle tvaru zrn
- zrna nepravidelného tvaru
  - vznikají rozdrcením větších částic, slinutím nebo stlačením částic granulátu. Využívá se k výrobě tablet.
- zrna souměrná
  - vznikají granulací ve fluidní vrstvě.
- zrna nesouměrná
  - mají nepravidelný povrch a nehodí se k výrobě tablet.
- zrna nesouměrná s hladkým povrchem
  - zrna mají válcovitý tvar a nehodí se k tabletování

#### Rozdělení podle technologie výroby
Podle způsobu výroby v průmyslu rozdělujeme granulát na:
- granulát vzniklý prosátím a vystíráním
- granulát vzniklý drcením
- granulát vzniklý agregací

### Výroba granulátu
Granulát jako léková forma nebo jako meziprodukt se připravuje hlavně průmyslově. K výrobě se používá velké množství pomocných látek, které jsou přítomné buď tzv. intragranulárně (jsou součástí granulovaných zrn) nebo extragranulárně (nejsou zabudovány v zrnech, ale zlepšují fyz. vlastnosti granulátu).
Pomocné látky lze rozdělit do těchto skupin:
- plniva
- pojiva
- vlhčiva
- rozvolňovala
- kluzné látky

#### Plniva
Plniva doplňují účinné látky nebo jejich směsi ve velmi malých dávkách (řádově miligramů nebo mikrogramů) na množství, které lze zpracovat.
- Typy plnidel
  - laktóza
  - sacharóza
  - mannitol
  - chlorid sodný
  - glukóza

#### Pojiva
Pojiva stmelují svými lepivými vlastnostmi částečky prachů. Zhoršují rozpadavost granulátu.
- Typy pojiv
  - želatina
  - škrob
  - celulóza
  - PVP (polyvinylpyrrolidon)

#### Vlhčiva
Jsou to rozpouštědla nebo roztoky pojiv, které se smíchají s prachy účinných a pomocných látek a vytvoří granulát. Vlhčiva jako pomocné látky technické nejsou v konečném produktu obsažena.
- Typy vlhčiv
  - sterilní demineralizovaná voda
    - používá se nejčastěji

  - ethanol
  - chloroform
  - glycerol

#### Rozvolňovadla
Jako rozvolňovadla se používají látky, které bobtnají. Slouží k urychlení rozpadu granulátu nebo tablet v organismu. Jsou obsaženy extragranulárně tj. mimo zrno.
- Typy rozvolňovadel
  - škrob
  - formaldehydkasein

#### Kluzné látky
Kluzné látky v granulátech zlepšují sypnost a snižují tření částic. Jsou přidávány extragranulárně. Nevýhodou kluziv je snížení rozpadavosti granulátu.
- Typy kluzných látek
  - mastek
  - talek
  - tuhý a tekutý parafín
  - stearin
  - makrogoly

### Granulace
Je to způsob výroby granulátu. Existují tyto základní způsoby výroby:
- suchá granulace
- vlhká granulace
- fluidní granulace

#### Suchá granulace
Směsi pomocných a léčivých látek se slisují do výlisků, které mají průměr asi 20 mm. Tyto destičky se pak rozdrobí na granulát.
Tento postup se provádí například při výrobě Aspirinu a léčivých látek, které jsou při vlhké granulaci nestálé.

#### Vlhká granulace
Je nejstarší způsob výroby granulátu. Směsi pomocných a léčivých látek se za sucha promíchá, přidá se pojivo, směs znovu promícháme a vznikne tzv. granulovina. Granulovina se rozdrobní (např. pomocí speciálního síta). Vlhký granulát se usuší (například ve fluidní sušárně). K suchému granulátu přidáváme kluziva nebo rozvolňovala.

#### Fluidní granulace
Je nejčastější způsob výroby granulátu. Směs léčivých a pomocných látek vložíme do fluidní komory. Směs se vlivem vertikálně proudícího vzduchu začne vznášet. Do směsi vstřikujeme pojivo. Povrch částic se zvlhčí takže se spojí ve větší částice, které se následně proudem teplého vzduchu vysuší.
Tímto způsobem se vyrábí slepený nebo krustovitý granulát.

## Příklady léčivých přípravků
- granuláty
  - Mucobene (expektorans)
  - Ascofin (obsahuje kofein a vitamíny)

- zásypy
  - Framykoin zásyp (antibiotikum)
  - Septonex zásyp (antiseptikum)

- prášky
  - Methionin cps (potravinový doplněk na vlasy)